# 维特赛姆
维特赛姆（法語：Wittersheim，发音：[vitəʁsaim]）是法国下莱茵省的一个市镇，属于阿格诺-维桑堡区和阿格诺县（Haguenau）。该市镇总面积7.05平方公里，2009年时的人口为614人。

## 人口
维特赛姆人口变化图示